# 刺蓼
刺蓼（学名：Persicaria senticosum）为蓼科蓼属下的一个种。

## 扩展阅读
- 刺蓼的图片[]